# Selaginella prostrata
Selaginella prostrata là một loài dương xỉ trong họ Selaginellaceae. Loài này được H.S. Kung mô tả khoa học đầu tiên năm 1981.